# Palazzo Calbo Crotta
Palazzo Calbo Crotta è un'architettura di Venezia, ubicata nel sestiere di Cannaregio e affacciata sul Canal Grande, dove sorge il ponte degli Scalzi e all'imbocco della lista di Spagna.

## Storia
Palazzo Calbo Crotta risale al XIV secolo, quando fu costruito per essere dimora della famiglia Calbo, e fu numerose volte rimaneggiato lungo i secoli successivi, assumendo l'attuale aspetto nel XVII secolo.
Nel XVIII secolo passò alla famiglia Crotta, che apportarono modifiche soprattutto agli interni, impreziosendoli con opere d'arte e d'arredamento.
Attualmente, in buono stato, il palazzo ospita prevalentemente appartamenti privati.

## Architettura
Il palazzo è un complesso sviluppato in lunghezza e alto tre piani con mezzanino in sottotetto.
La facciata sul canale si presenta intonacata di bianco, divisa stilisticamente in due parti egualmente strutturate: hanno entrambe file di monofore, al centro delle quali, ai due piani nobili, si sottolinea la presenza di trifore, quelle della parte destra con parapetto lapideo.
Lo stile della parte sinistra è gotico, con aperture ogivali; quello della parte destra tipicamente rinascimentale, con aperture ad arco a tutto sesto.
Al piano terra si apre una terrazza che dà sul primo tratto del Canal Grande.
Al suo interno vi si trovano numerosi affreschi di Jacopo Guarana.
Al primo piano è situata l'Unione Veneta Bonifiche, ente associativo e rappresentativo dei Consorzi di bonifica del Veneto.